# Rhantus souzannae
Rhantus souzannae är en skalbaggsart som beskrevs av Michael Balke 1990. Rhantus souzannae ingår i släktet Rhantus och familjen dykare. Inga underarter finns listade i Catalogue of Life.